# David Berger (teólogo)
David Berger (Nasc. 8 de março de 1968 em Würzburg) é um teólogo católico e um autor da Alemanha.

## Biografia
De 1991 a 1998 David Berger estudou filosofia, teologia (esp. da Igreja Católica Apostólica Romana) e língua e literatura alemã em Würzburg, Colônia(/Köln) e Dortmund. Berger é tomista, especificamente um neo-tomista, e um ex-professor da Pontifícia Universidade São Tomás de Aquino, localizada na cidade de Roma.  Ao deixar Roma, David Berger trabalhou como professor de Educação Religiosa em uma escola de ensino médio da cidade de Erftstadt, Alemanha.
Em 2010 David Berger publicou seu livro Der heilige Schein: Als schwuler Theologe in der katholischen Kirche (sem tradução no português, traduzido ipsis verbis: 'o santo escândalo: um teólogo gay na igreja católica'), que se tornou best-seller em seu país, no qual ele afirma dentre vinte a quarenta porcento do clero católico ser homossexual. David Berger diz que muitos teólogos acreditam que o ex-líder mór da Igreja Católica, Joseph Aloisius Ratzinger, Papa Bento XVI, seja ele mesmo homossexual, mas em estado de egodistonia.

## Obras

### Autor
- Natur und Gnade in systematischer Theologie und Religionspädagogik von der Mitte des 19. Jahrhunderts bis zur Gegenwart. S. Roderer. Regensburg 1998. ISBN 3-89073-980-6.
- Thomas von Aquin und die Liturgie. Ed. Thomisticae. Cologne 2000. ISBN 3-89811-286-1 (com traduções em inglês e francês).
- Thomismus. Große Leitmotive der thomistischen Synthese und ihre Aktualität für die Gegenwart. Ed. Thomisticae. Cologne 2001. ISBN 3-8311-1620-2.
- Thomas von Aquins „Summa theologiae“. Wissenschaftliche Buchgesellschaft. Darmstadt 2004. ISBN 3-534-17456-9.
- Was ist ein Sakrament? Der hl. Thomas von Aquin und die Sakramente im allgemeinen. Franz Schmitt. Siegburg 2004. ISBN 3-87710-278-6.
- Thomas von Aquin begegnen. Sankt-Ulrich. Augsburg 2002. ISBN 3-929246-77-5 (translation in Hungarian: Budapest 2008).
- In der Schule des hl. Thomas von Aquin. Studien zur Geschichte des Thomismus. nova et vetera. Bonn 2005. ISBN 3-936741-30-1.
- Der heilige Schein: Als schwuler Theologe in der katholischen Kirche. 2010. ISBN 978-3-550-08855-1.

### Editor
- Karl Rahner - Kritische Annäherungen. Franz Schmitt. Siegburg 2004. ISBN 3-87710-280-8.
- together with Jörgen Vijgen: Thomistenlexikon. nova et vetera. Bonn 2006. ISBN 3-936741-37-9.